# Вьорне (окръг)
Вьорне (на нидерландски: Veurne) е окръг в Западна Белгия, провинция Западна Фландрия. Площта му е 275 km², а населението – 61 530 души (по приблизителна оценка от януари 2018 г.). Административен център е град Вьорне.